# Centro de Exhibiciones Earls Court
El Centro de Exhibiciones Earls Court (en inglés: Earls Court Exhibition Centre)  fue un pabellón de exposiciones, conferencias y centro de eventos en Londres que originalmente abrió sus puertas en 1887 y fue reconstruido en 1937 en su exterior en el estilo Art Déco. Fue diseñado por el arquitecto estadounidense C. Howard Crane. Se encontraba ubicado en el distrito real de Kensington y Chelsea, y era el más grande dentro del centro de Londres.
Fue utilizado como una de las sedes, tanto para los Juegos Olímpicos de 1948 como los de 2012 y también fue sede de los Brit Awards desde 1996 hasta 2011. Era accesible por dos estaciones de metro: Earls Court y West Brompton, frente a sus entradas en Warwick Road y Old Brompton Road, respectivamente. Ha sido usado para conciertos, partidos de voleibol, eventos y peleas de boxeo. El 13 de diciembre de 2014 cerró sus puertas para prepararlo para la demolición, que en febrero de 2015 comenzó y acabó en 2017.